# Monte Ezcaba
El monte Ezcaba (en euskera: Ezkaba) o de San Cristóbal es una alineación montañosa de 895 m de altitud situada al norte de la ciudad de Pamplona (Navarra, España). Por su ubicación y altura, domina la comarca de la capital navarra desde el norte, lo que ha provocado que haya estado siempre muy presente en la vida y la historia de la ciudad.

## Origen del nombre
Son dos las denominaciones con las que se conoce a este accidente geográfico. La más antigua es la de monte Ezcaba, de la que hay constancia desde la Edad Media, y son diversas las grafías con las que aparece en la documentación histórica: Ezquaba en el año 1291, Escava en 1294, Eçquava en 1321, Ezcuaba en 1340. Desde el siglo XIX la grafía normalizada es Ezcaba en castellano y, ya desde el XX, Ezkaba en euskera.
Este nombre es compartido con una pequeña población situada en su falda noreste, también llamada Ezcaba, cuyo nombre se documenta desde el siglo XI. Además, es este mismo nombre el que ha dado origen a la denominación del valle situado al norte del monte, Ezcabarte, al que pertenece esta localidad.
Sin embargo, la denominación más popular es probablemente la de monte de San Cristóbal. Este segundo nombre tiene su origen en la advocación de una ermita que estuvo situada en su cima y de la que hay memoria desde el siglo XIII y que perduró hasta el siglo XIX. A lo largo de los siglos este hagiónimo fue ganando terreno a costa de la denominación antigua que, ya en el siglo XIX, quedó relegado al extremo sureste de la montaña. Allí se conservó la denominación tradicional de Ezcaba para referirse a ese extremo del monte y a los terrenos de Pamplona situados a sus pies (donde se ha edificado recientemente el barrio de Ezcaba), mientras que la cima pasaba a denominarse “de San Cristóbal”. Si esa ermita hubiera estado en la cumbre, habría sido arrasada en 1276, a una con el castillo, en la Guerra de la Navarrería. Pero esa ermita "no estuvo en la cumbre más alta del monte, sino más abajo, en la cima o espinazo, en jurisdicción del lugar de Ezkaba, contigua al término de Pamplona". "Era visible desde el canal de Ezkaba" (1780)." (citas de Jimeno Jurío y Salaberri). "En los amojonamientos generales del año 1780 se colocó el mojón 12 «en dicho Canal por entre los dos cerros, frente a la ermita de San Cristóbal sobre el camino que de Capuchinos dirige a Orrio y Maquirrian». (Javier Baleztena). 
Así pues,  la ermita de San Cristóbal ya para 1276 (Guerra de la Navarrería) había extendido su nombre a todo el monte (incluidas las instalaciones militares de la cumbre). 
El nombre de Ezcaba-Ezkaba sí está perfectamente documentado para la loma de San Cristóbal más cercana a Villava, el camino y canal de Ezkaba, las viñas de chacolí ("chacolí de Ezcaba") y, por supuesto, el sub-barrio pamplonés de Ezcaba, el lugar de Ezkaba y el valle de Ezcabarte.
A lo largo de las últimas décadas se ha recuperado notablemente el uso del topónimo tradicional.

## Geología y vegetación
Geológicamente se trata de capas de areniscas cálcareas y de calizas arenosas que se hallan interestratificadas formando una marga. Destaca la disposición en “relevo” de estos afloramientos, así como la variación de espesor. En cuanto al ambiente sedimentario, se han puesto en relación con corrientes de turbidez. Se les atribuye una edad del Eoceno Medio (Biarritziense).
La cara sur tiene características bioclímáticas mediterráneas o submediterráneas. Por ello no es extraño que hasta hace unas décadas buena parte de esta ladera estuviera cubierta de viñas. Junto a los robles, encinas, pastos y malezas, éstas constituyeron la cubierta vegetal autóctona hasta el siglo XX. En la actualidad se conserva de manera residual algún pequeño viñedo, aunque la vegetación predominante en sus laderas está compuesta por quejigos (quercus faginea) y pinos de repoblación.

## Acontecimientos históricos y construcciones
La primera construcción documentada en el Camino y Canal de Ezcaba es la citada ermita de San Cristóbal, patrón de los viajeros, que existió al menos desde el siglo XIII. A esta ermita se le atribuían cualidades curativas contra las cefalalgias, lo que incentivó la peregrinación de numerosos devotos hasta el siglo XVI. A pesar de ello, la ermita fue utilizada como lazareto para los enfermos de la epidemia de Peste que asoló Navarra en 1599. Estuvo en pie hasta finales del siglo XIX.
Desde antiguo, la posición estratégica de la cumbre implicó además la presencia de construcciones militares destinadas a controlar los accesos a la Cuenca de Pamplona. Al igual que ocurrió con el monte, estas construcciones acabaron por tomar como nombre propio el del santo titular de la ermita. La más antigua testimoniada es el castillo de San Cristóbal, que fue arrasado en 1276 por el señor de Beaujeu tras destruir la ciudad vieja de Pamplona en la “Guerra de la Navarrería”.
A este castillo sucedieron otras torres de vigilancia y establecimientos militares, hasta que a finales del siglo XIX la tercera guerra carlista puso de manifiesto que las murallas de Pamplona habían quedado obsoletas por el desarrollo de la artillería. Por este motivo, en 1878 se inició la construcción del Fuerte de Alfonso XII, más conocido como Fuerte de San Cristóbal. El fuerte, que nada más terminado quedó obsoleto militarmente por el desarrollo de la aviación, fue convertido en penal a raíz de la Revolución de Asturias de 1934 y estuvo destinado a este fin hasta 1945. Como presidio político viviría los capítulos más tristes durante la guerra civil española de 1936-1939, siendo uno de los símbolos de la represión franquista. En él se produciría la que se considera una de las fugas más espectaculares de la historia, la de 900 presos que intentaron escapar en 1938 y que fueron abatidos o capturados en su mayor parte. Tras su cierre como cárcel, cumplió diversos fines militares hasta 1991, en que quedó definitivamente abandonado.
Desde la Edad Media y hasta bien entrado el siglo XX, en las laderas del monte se han explotado además varias canteras de piedra, fundamentalmente en el extremo sureste, próximo al barrio pamplonés de Ezcaba. De ellas se extrajeron los materiales de construcción de algunos de los edificios más importantes de la capital navarra, tales como el Palacio de Navarra y el edificio histórico del Archivo Real y General de Navarra.

## Presente y futuro del monte
Son muchos los pamploneses y vecinos de la Cuenca que siguen acudiendo a este monte para su recreo y esparcimiento. Son numerosos los recorridos posibles, a través de un buen número de senderos señalizados que permiten transitar la montaña en toda su extensión. Sin embargo, ninguno de los proyectos planteados desde 1998 para su conversión en Área Natural Recreativa se ha llevado a cabo. A ello se suman los daños provocados por los incendios que las maniobras militares han causado en sus laderas en los últimos años y el estado de completo abandono del Fuerte. Por todo ello cada otoño la S.C.D.R. Anaitasuna de Pamplona organiza la Marcha Popular a San Cristóbal-Ezkaba como forma de reivindicar el uso y disfrute de un espacio natural tan cercano a la ciudad, con un paseo sencillo para amantes del senderismo y la montaña.
En el año 2007, ante la parálisis de la situación y la pasividad de las instituciones, el Ayuntamiento de Berrioplano decidió tomar la iniciativa e iniciar conversaciones con el Ministerio de Defensa, titular del Fuerte, de cara a una posible cesión del mismo. Con este fin se constituyó un Foro de reflexión sobre los posibles usos del fuerte con representación de diversos profesionales, que publicó sus conclusiones ese mismo año. Aunque esa iniciativa quedó paralizada, consiguió suscitar el interés de los ayuntamientos y las instituciones locales por el estado del monte y del fuerte.
En 2009 la Mancomunidad de la Comarca de Pamplona proyecta la conversión de la montaña en un gran parque comarcal (el segundo del entorno de la capital, tras el Parque Fluvial del río Arga). Para ello se están elaborando diversos estudios, entre los que ha llamado la atención el análisis de viabilidad de un nuevo acceso a la cumbre a través de funicular o teleférico.

## Filmografía
- Ezkaba, la gran fuga de las cárceles franquistas (2006), de Iñaki Alforja.